# Socjotyp
Socjotyp lub femotyp w memetyce jest to wynik ekspresji memów np. utwór muzyczny, styl ubierania się, wzorzec zachowania. Socjotyp jest pojęciem analogicznym do fenotypu w biologii. Podobnie jak w biologii cecha fenotypowa jest wynikiem ekspresji genu czy genów, tak w kulturze cecha socjotypowa jest wynikiem ekspresji memu. W etologii pojęciem zbliżonym do socjotypu jest zaproponowana przez Edwarda Halla ekstensja. 

## Podstawowe socjotypy
- idea
- etykieta (logo)
- wynalazek (narzędzie)
- wzór kulturowy (instrukcja)